# 3915 Fukushima
3915 Fukushima (1988 PA1) là một tiểu hành tinh vành đai chính được phát hiện ngày 15 tháng 8 năm 1988 bởi Yanai, M. và Kazuro Watanabe ở Đài thiên văn Kitami.